# Gojkovac
Gojkovac is een plaats in de gemeente Cetingrad in de Kroatische provincie Karlovac. De plaats telt 20 inwoners (2001).